# Khalid Fouhami
Khalid Fouhami (arabă خالد فوهامي) (n. 25 decembrie 1972, Casablanca, Maroc) este un fotbalist marocan care a evoluat la echipa Dinamo București pe postul de portar, în prezent fiind legitimat în Maroc la FUS de Rabat. Este și un fost component al echipei naționale de fotbal a Marocului.

## Titluri
| Sezon     | Club             | Titlu                 |
| --------- | ---------------- | --------------------- |
| 1991-1992 | Wydad Casablanca | Liga Campionilor CAF  |
| 1992-1993 | Wydad Casablanca | Campion al Marocului  |
| 1994      | Wydad Casablanca | Cupa Afro-Asiatică    |
| 1999-2000 | Dinamo București | Liga I                |
| 2000      | Dinamo București | Cupa României         |
| 2004      | Maroc            | Finalist Cupa Africii |